# 法國國家考古博物館
法國國家考古博物館（Musée d'Archéologie nationale）是法國重要的考古博物館，涵蓋史前時期至墨洛溫王朝時期（450-750年）的考古學研究。法國國家考古博物館位於伊夫林省聖日耳曼昂萊城堡，距離巴黎以西約19公里（12英里）。

## 歷史
法國國家考古博物館於1862年3月8日根據皇家法令創建，並於1867年5月12日正式開放。自2009年起，博物館、城堡和花園合併為一個機構，標誌著博物館和城堡的新時代。